# Raidrug
Raidrug (Rayadrug) fou un estat tributari protegit del tipus polegar, al districte de Bellary a Karnataka a. La capital era la població de Raidrug on destacava especialment la fortalesa, situada en una roca de granit a uns 370 metres d'altura, a mig camí del qual hi ha el palau de l'antic polegar que s'hauria construït al començament del segle XVI.
Els polegars de Raidrug eren boyes i el palau i algun fort fou construït per un d'ells, de nom Janga Nayak. La família va perdre el poder al final del segle XVI i un descendent d'un antic comandant en cap de l'exèrcit de Vijayanagar es va apoderar de Raidrug i del fort adjacent de Konderpidrug. El 1766 el polegar va ajudar a Haidar Ali al setge de Sira i en recompensa el seu tribut fou reduït a 50.000 rupies; poc després el polegar Venkatapati Nayudu, va ofendre al fill i successor d'Haidar, Tipu Sultan, i es va negar a acompanyar-lo en l'atac a Adoni; Tipu va fer conquerir la fortalesa de Raidrug i es va enviar presoner al polegar cap a Seringapatam, on fou assassinat el 1791, poc abans que Raidrug fou presa per assalt per Lord Cornwallis.
El 1799, derrotat i mort Tipu Sultan, el fill de la germana del polegar, Gopal Nayadu, fou alliberat i va intentar recuperar el poder a Raidrug però fou fet presoner per Muhammad Amin Khan, enviat pel nizam d'Hyderabad per fer-se càrrec del territori que li corresponia per acord amb els britànics en el repartiment dels territoris de Tipu Sultan. Hyderabad va cedir aquest i altres territoris a la Companyia Britànica de les Índies Orientals el 1800 (els territoris de quatre futurs districtes (Bellary, Cuddapah, Anantapur i la major part de Kurnool) i Raidrug va formar part llavors de les Ceded and Conquered Provinces (Províncies Cedides i Conquerides). Gopal Nayadu fou enviat a Gooty com a presoner i hi va restar fins a la seva mort. La seva família va rebre una pensió però després es va extingir.